# Dündar Ali Osman Osmanoğlu
Dündar Ali Osman Osmanoğlu (turco ottomano: دوندار علي عثمان; Damasco, 30 dicembre 1930 – Damasco, 18 gennaio 2021) è stato un principe ottomano, discendente del sultano Abdülhamid II e 45º Capo della Casa Imperiale di Osman.

## Biografia
Dündar Ali Osman, conosciuto dopo il 1934 come Dündar Ali Osman Osmanoğlu in ottemperanza alla legge del cognome e come Şehzade Dündar Ali Osman dai realisti ottomani, nacque il 30 dicembre 1930 a Damasco, in Siria. Suo padre era Şehzade Mehmed Abdülkerim, nipote del sultano ottomano Abdülhamid II tramite suo figlio Şehzade Mehmed Selim, e sua madre la sua consorte Nimet Hanım. Al momento della sua nascita, la dinastia ottomana era in esilio da sei anni. Aveva un fratello minore, Harun Osman Osmanoğlu. Rimase orfano di padre a cinque anni.
Sposò Yüsra Hanim, da cui non ebbe figli e che morì il 25 luglio 2017 a Damasco.
Nel 1974 venne varata la revoca totale dell'esilio per la dinastia ottomana. Mentre la maggior parte dei membri della famiglia rientrarono in Turchia, Dündar preferì rimanere a Damasco.
Allo scoppio nel 2011 della guerra civile siriana si trovò impossibilitato a lasciare il paese. Quando nel 2013 la notizia raggiunse i media internazionali , il presidente turco Erdogan intervenne e nell'agosto 2017 riuscì a organizzare il suo rimpatrio a Istanbul passando da Beirut in Libano.
Nello stesso anno, alla morte di Şehzade Bayezid Osman, Dündar ereditò il titolo di 45° Capo della Casa Imperiale di Osman.
Tuttavia, Dündar preferì rientrare in Siria, a Damasco, dove è morto il 18 gennaio 2021 all'età di novant'anni.
Il titolo di Capo della Casa Imperiale è passato ed è attualmente detenuto da suo fratello minore.